# Niegosław (imię)
Niegosław – staropolskie imię męskie, złożone z członów Niego- („rozkosz”) i -sław („sława”) . Imię to mogło oznaczać „tego, który sławi rozkosz". Po raz pierwszy odnotowane w dawnych dokumentach w 1192 roku . Niektóre staropolskie zdrobnienia: Niega, Niegan, Niego, Niegoł, Niegost, Niegosz, Niegusz, Nieguta, Niesz, Nieżęta, Nieżka lub Nieszka .
Niegosław imieniny obchodzi: 6 lipca i 8 sierpnia.
Żeński odpowiednik: Niegosława.
Odpowiedniki w innych językach:
- bułgarski – Něgoslav
- serbsko-chorwacki – Njegoslav, Negislav, Negoslav[3]